# Документознавство
Документозна́вство — наука про документ та документообіг; наукова дисципліна, яка досліджує процеси створення й функціонування документів та розробляє принципи побудови документно-комунікаційних систем та методи їхньої діяльності.

## Об'єкт, предмет і структура документознавства
Об'єктом документознавства є комплексне вивчення документа як системного об'єкта, спеціально створеного для зберігання та розповсюдження інформації в просторі та в часі.
Предметом документознавства є створення наукового знання про документ в його єдності матеріальної та інформаційної складових, про закономірності його створення та функціонування в суспільстві.

## Місце документознавства в системі наук
Документознавство відноситься до циклу наук про суспільство, з багатьма з яких перебуває в тісному взаємозв'язку й взаємодії. Ця взаємодія проявляється в різних формах і відбувається на різних рівнях, насамперед на рівні об'єкта й предмета дослідження, понятійного апарата, методів дослідження.
Документознавство тісно пов'язане з історичною наукою. Об'єктом документознавства є документ в історичному розвитку. Поява тих або інших документів, не кажучи вже про системи документації, безпосередньо пов'язана з еволюцією суспільства, з певними її етапами. Тому функціонування документів і систем документації, складання комплексів документів неможливо зрозуміти без знання соціально-економічної, політичної історії, історії культури й т. д.
З іншого боку, сама форма документа характеризується відносною самостійністю, наявністю власних закономірностей розвитку, які, у свою чергу, впливають на ті або інші сторони суспільного розвитку. Тому вивчення минулого припускає й знання генезису документних форм.
Документознавство об'єктивно сприяє формуванню джерельної бази історичних досліджень й у цій своїй якості тісно примикає до джерелознавства — однієї з найважливіших галузей історичної науки, що досліджує теорію, методику й техніку історичних джерел. Джерелознавці також вивчають форму документа, структуру й властивості документованої інформації в їхньому історичному розвитку. Діловодні документи в джерелознавстві звичайно виділяються в самостійний розділ.
На підставі близькості із джерелознавством документознавство звичайно відносять до класу історичних наук, включаючи його до складу так званих допоміжних і спеціальних історичних дисциплін, які розглядаються як субдисципліни джерелознавства. При цьому ряд авторів (А. И. Гуковський, С. М. Каштанів, Б. Г. Літвак, О. М. Медушевская, В. В. Фарсобін та ін.) фактично розміщають документознавство усередині дипломатики — допоміжної історичної дисципліни, що вивчає документи правового порядку. Інші дослідники, навпроти, пропонують розширити коло проблем документознавства, включивши в його склад такі допоміжні історичні дисципліни, як дипломатика, палеографія, метрологія, генеалогія. Причому й ті, і інші здебільшого фактично ставлять знак рівності між документознавством і діловодством.
Однак, незважаючи на тісний зв'язок документознавства із джерелознавством, між ними є істотні розходження, які спостерігаються:
- в об'єкті дослідження (джерелознавство вивчає, крім письмових документальних джерел, також й інші види й форми історичних джерел, зокрема, речовинні);
- з метою дослідження (джерелознавство вивчає документ із метою вироблення методів витягу необхідної інформації);
- у хронології (джерелознавство вивчає документи винятково в ретроспективному середовищі, а документознавство — також в оперативному й у перспективному середовищі).

Остання відмінність взагалі не дозволяє, на наш погляд, відносити документознавство до числа історичних дисциплін, як це роблять багато авторів, оскільки історична наука обмежена вивченням лише минулого людського суспільства.
Варто також помітити, що останнім часом виявилася тенденція до того, щоб саме джерелознавство вивести за рамки винятково історичної науки й розглядати як інтегруючу дисципліну в системі гуманітарних наук, як елемент історичної антропології, етнології, соціології, тобто всього гуманітарного знання. У результаті такого підходу закономірно виникає комплексна проблема феномена документа й, як наслідок, завдання розвитку нової дисципліни — феноменології документа.
За цілями й об'єктом вивчення документознавство тісно пов'язане з архівознавством. Їх поєднують загальне завдання — формування ефективного інформаційного середовища, єдиний об'єкт дослідження — документ, а також єдність способів організації, зберігання, пошуку інформації, вироблення принципів документоутворення.
Разом з тим документознавство й архівознавство вивчають документ із двох протилежних сторін: архівознавство — з боку інформаційної цінності документа як історичного джерела з упором на комплекси документів, а не на окремі документи. Документознавство вивчає свій об'єкт із боку інформаційної й оперативної цінності, як носій інформації, що функціонує насамперед у сучасному соціальному середовищі.
Документознавство безпосередньо впливає на розвиток архівознавства, тому що чим якісніше документи, створені в діловодстві, тим успішнішою буде робота архівів зі зберігання й використання документних багатств.
Чимало спільного можна виявити також між документознавством і книгознавством. Їх зближають:
- інформаційна, соціальна сутність об'єктів дослідження — документа й книги; багато в чому однакові цілі й функції;
- папір як загальний матеріальний носій інформації
- лист як однаковий спосіб передачі інформації.

При цьому з розвитком комп'ютерних технологій відбувається подальше зближення документа й книги, які однаково можуть бути представлені в електронному варіанті. У той же час між документознавством і книгознавством існують і розходження, які полягають насамперед у тім, що книга — об'єкт книгознавства — призначена для тиражування, множинного відтворення інформації, тоді як документ унікальний.
Документознавство взаємозалежно із правознавством, насамперед з такими його галузями як конституційне, цивільне, адміністративне, трудове, підприємницьке право. У документознавстві широко використовуються досягнення правової науки: додання юридичної чинності документам, правові способи їхнього введення в дію, класифікація правових актів й ін. У сучасному законодавстві документація диференціюється за видами, значимістю, виділяються окремі системи документів. Одним з об'єктів документознавства є система організаційно-правової документації. Юристи у своїй повсякденній діяльності не можуть обійтися без знання основ документознавства, організації й технології документаційного забезпечення управління. Криміналісти досліджують природу документів, прийоми, способи навмисного перекручування документованої інформації й т.п. з метою розкриття й розслідування службових підробок.
Не можна не сказати й про зв'язок документознавства з економічними науками. Оптимізація діяльності служб документаційного забезпечення управління неможлива без визначення їхньої економічної ефективності, без всебічного аналізу використання фінансових і матеріальних ресурсів на створення й обробку документів, без складання відповідних методик, нормативів трудовитрат і т. д. У число систем документації, досліджуваних документознавством, входять і такі спеціальні системи, що безпосередньо відбивають економічну сферу життя й діяльності суспільства, як бухгалтерська, звітно-статистична, техніко-економічна, зовнішньоторговельна, банківська, фінансова.
Традиційно міцними є взаємозв'язок і взаємодія між документознавством і теорією управління, менеджментом, оскільки в документах знаходять безпосереднє відбиття й функції керування, і його організація. У цьому зв'язку В. С. Мінгалеєм навіть сформульований «найзагальніший закон документознавства», суть якого полягає в «відповідності змісту документації функціям управління». У свою чергу, раціональна організація роботи з документами сприяє вдосконалюванню управлінської діяльності, підвищенню її ефективності, оскільки практично всі працівники управлінського апарата зайняті роботою з документами, затрачаючи на це, за деяким даними, не менш 60% робочого часу.
Поява й успішний розвиток в останні роки нової наукової дисципліни — інформаційного менеджменту ще сильніше зблизило дослідження управлінських і документознавчих проблем, оскільки більша частина інформації фіксується в документах. Більше того, деякі автори (М. В. Ларін) у перспективі прогнозують об'єднання служб документаційного забезпечення управління й інформаційного менеджменту.
Документознавство випробовує також вплив таких прикладних дисциплін як соціологія управління, психологія управління й ділового спілкування.
У документознавсті досить широко використовуються досягнення прикладної лінгвістики, насамперед з метою уніфікації текстів документів, стандартизації мовних одиниць, а також у процесі редагування службових документів.
Особливо варто зупинитися на зв'язку документознавства з інформатикою. Стрімке нарощування інформаційних ресурсів, бурхливий розвиток комп'ютерних технологій й активне теоретичне осмислення інформаційних процесів у другій половині 20 сторіччя не просто вплинули на характер і зміст документознавчих досліджень, але й привели до вибудовування документознавства в цикл наук про соціальну інформацію. У результаті документознавство виявилося самим тісним чином пов'язане з такими науковими дисциплінами, як соціальна інформатика, документалістика, обчислювальна техніка й програмування, інформаційна безпека й захист інформації й ін. Лише разом із цими науками документознавство має можливість на сучасному етапі ефективно вирішувати теоретичні й прикладні завдання, пов'язані з виробництвом, передачею, споживанням, зберіганням документованої інформації.

## Законодавча регламентація в Україні
Інструкція з діловодства усіх документів офіційно затверджена Кабінетом Міністрів України в Постанові №-1242 від 30.11.2011 і є обов'язковою для виконання усіма установами на території держави.

## Список використаних джерел
- Документознавство: Навч. посіб. / Г. М. Швецова-Водка. — К. : Знання, 2007. — 398 с. : іл., табл. — Бібліогр.: с. 389—398. — ISBN 966-346-294-9.
- Загальне документознавство: Навч. посіб. / Ю. І. Палеха, Н. О. Леміш. — К. : Ліра-К, 2008. — 393 с. : іл., табл. — ISBN 978-966-96938-0-8 (сайт автора: «Управлінське, кадрове та загальне документознавство» [Архівовано 14 березня 2022 у Wayback Machine.])
- Кушнаренко, Н. Н. Документоведение: Учеб. / Н. Н. Кушнаренко. — 7-е изд., стереотип. — К. : Знання, 2006. — 459 с. : ил., табл. — Библиогр.: с. 457—459. — ISBN 966-346-148-9.